# Joe Boyce
Joe Boyce (* 1. Februar 1994 in Sunshine Coast, Queensland) ist ein australischer Rugby-League-Spieler.
Er spielte anfangs im Queensland Cup für die Sunshine Coast Sea Eagles, Nambour Crushers und die Northern Suburbs Devils, bevor er 2013 einen Zweijahresvertrag bei den Newcastle Knights unterschrieb. 2013 und 2014 spielte er für die Knights in der National Youth Competition.
Im Oktober 2014 unterschrieb er einen Zweijahresvertrag bei den Brisbane Broncos. Sein NRL-Debüt war in Runde 11 gegen die Newcastle Knights.